# Золушка (фильм-балет, 1985)
Золушка — телебалет 1985 года Константина Михайловича Сергеева и режиссёра Виктора Фёдоровича Окунцова по одноимённому балету «Золушка», поставленному в Кировском в 1946 году. Экранизирован был вариант редакции балета 1964 года. Этот фильм является именно телебалетом, а не экранизацией балета, потому что был сделан по режиссёрскому сценарию, как фильм.
В сюжете телефильма добрая и трогательная история о Золушке по сказке Шарля Перро.

## В ролях
- Габриэла Комлева — Золушка
- Марат Даукаев — Принц
- Маргарита Куллик — Кривляка
- Любовь Галинская — Злюка
- Анелина Каширина
- Валентин Оношко

## Съёмочная группа
- Автор сценария: Виктор Окунцов
- Режиссёры-постановщики: Константин Сергеев и Виктор Окунцов
- Хореограф: Константин Сергеев

## Другие экранизации Золушки
Маги Марэн
Фильм 1989 года по оригинальному балету Маги Марэн поставленному в Лионской опере в 1985 году, скорее всего является экранизацией этого балета. Это не самостоятельный фильм.
Экранизация «Золушки» была также в 1988 году по спектаклю Рудольфа Нуреева, в стиле Арт деко, поставленному им в Опера Гарнье.
Фредерик Аштон поставил «Золушку» на сцене театра Ковент-Гарден в 1969 году, этот спектакль также был экранизирован.
Одной из двадцати трёх постановок выдающегося хореографа и Кавалера ордена искусств Франции Жана-Кристофа Майо, который был ведущим танцовщиком Гамбургского балета Джона Ноймайера, а затем, с 1993 года директором Балета Монте-Карло, по приглашению Принцессы Ганноверской, стала постановка балета «Золушка», которая и была экранизирована.
Режиссёр Александра Роу снял версию «Золушки» под названием «Хрустальный башмачок» в 1960 году с Раисой Стручковой в главной роли. Это была экранизация балета Сергея Прокофьева «Золушка». Либретто Николая Волкова. Хореография Ростислава Захарова.